# Romelia Senki
Romelia Senki: Maō o Taoshita Ato mo Jinrui Yabasō Dakara Guntai Soshiki Shita (ロメリア戦記 ～魔王を倒した後も人類やばそうだから軍隊組織した～ Romeria Senki: Maō o Taoshita Ato mo Jinrui Yabasō Dakara Guntai Soshiki Shita?) es una serie de novelas ligeras japonesas escritas por Ryō Ariyama e ilustradas por Kodama. La serie comenzó a serializarse en línea en agosto de 2019 en el sitio web de publicación de novelas generadas por usuarios Shōsetsuka ni Narō. Más tarde fue adquirida por Shogakukan, que ha publicado cuatro volúmenes y un volumen de historia paralela desde junio de 2020 bajo su sello Gagaga Books.
Una adaptación al manga con arte de Ryō Kamito se ha serializado a través de la aplicación Manga Doa desde abril de 2021 y ha sido recopilada en cuatro volúmenes tankōbon por Mag Garden. Se ha anunciado una adaptación al anime.

## Argumento
La historia sigue a la condesa Romelia, que es rechazada por su prometido, el príncipe Henri, inmediatamente después de la derrota del Rey Demonio. A pesar del rechazo, Romelia regresa a su tierra natal y utiliza su poder innato secreto para derrotar a los miembros restantes del Ejército Demoníaco y restaurar su patria.

## Contenido de la obra

### Novelas ligeras
Romelia Senki fue escritas por Ryō Ariyama e ilustradas por Kodama y comenzó la serialización en el sitio de publicación de novelas web generadas por usuarios Shōsetsuka ni Narō el 26 de agosto de 2019. Más tarde fue adquirida por Shōgakukan, que comenzó a publicarla como una novela ligera con ilustraciones de Kodama bajo su sello de novelas ligeras Gagaga Books el 19 de junio de 2020. Se han lanzado cuatro volúmenes y un volumen de historia paralela a partir de julio de 2023.

### Manga
Una adaptación del manga ilustrada por Ryō Kamito comenzó a serializarse en la aplicación Manga Doa el 23 de abril de 2021. Los capítulos del manga han sido recopilados por Mag Garden en cuatro volúmenes tankōbon a partir de septiembre de 2024.
| Volúmenes de manga publicados | Volúmenes de manga publicados | Volúmenes de manga publicados |
| Número                        | Fecha de lanzamiento          | ISBN                          |
| ----------------------------- | ----------------------------- | ----------------------------- |
| 1                             | 8 de octubre de 2021          | ISBN 978-4-8000-1137-4        |
| 2                             | 7 de abril de 2022            | ISBN 978-4-8000-1192-3        |
| 3                             | 10 de julio de 2023           | ISBN 978-4-8000-1350-7        |
| 4                             | 10 de septiembre de 2024      | ISBN 978-4-8000-1495-5        |

### Anime
Se anunció una adaptación al anime el 10 de septiembre de 2024.

## Recepción
En septiembre de 2024, la serie ya contaba con más de 400.000 ejemplares en circulación.